# Alexandru Lupaș
Prof.univ.dr. Alexandru Lupaș (n. 5 ianuarie 1942 la Arad – d. 14 august 2007 la Sibiu) a fost un matematician român, având contribuții importante în analiza numerică.
Are două doctorate în matematică (în Germania și în România, la Cluj Napoca).
A fost profesor la Universitatea "Lucian Blaga" din Sibiu.